# Da mihi factum, dabo tibi ius
La locuzione latina Da mihi factum, dabo tibi ius (in italiano, narrami il fatto e ti darò il diritto) è una espressione usata nel linguaggio giuridico.
Essa indica, in senso sostanziale, che il diritto si può fornire solo in stretta correlazione ad una precisa descrizione del fatto da regolare, laddove, in senso processuale, essa viene talvolta interpretata nel senso che è riservato alle parti far conoscere al giudice i fatti a lui ignoti da cui è scaturita la controversia; in sede di decisione, il giudice valuterà in base ad essi la norma da applicare più aderente al caso di specie.
Il principio è espresso, in altra forma, dal brocardo "iura novit curia" (il giudice conosce la legge). Le parti, infatti, nell'allegare i fatti a sostegno delle proprie pretese, non hanno l'onere di indicare le norme che il giudice dovrà applicare nel decidere la controversia, in quanto le si presume conosciute dal giudice. Non dovranno quindi dimostrare la validità né tantomeno l'esistenza delle norme cui si appelleranno, fatto salvo per quanto prescritto dall'art. 9 disp. prel. c.c.